# Gaius Licinius Macer
Gaius Licinius Macer ( - 66 v.Chr.) was een politicus en geschiedschrijver in de Romeinse Republiek. 

## Levensloop
Politiek behoorde Macer tot de Populares en hij stond bekend als voorvechter van de rechten voor het volk of de plebejers. In 73 v.Chr. was hij volkstribuun en in 68 v.Chr. praetor. 
Hij was een geschiedschrijver van Rome, vanaf haar stichting. Vermoedelijk maakte hij gebruik van de Libri Lintei, lijnwaden documenten met notities opgesteld sinds de stichting van de republiek. De titel van zijn werk was Annales. De Annales bevatten een zestiental boeken. 
De politieke tegenstanders van Macer waren de Optimates, met als belangrijkste Cicero. Cicero omschreef Macer in Brutus § 238 als iemand met weinig autoriteit. Voor Cicero oogstte de redenaar Macer eerder succes als criticaster dan wel omwille van welbespraaktheid. Het lukte Cicero Macer te laten veroordelen voor afpersing. Eenmaal veroordeeld pleegde Macer zelfmoord.
Macer was de vader van Gaius Licinius Macer Calvus, redenaar en dichter.

## Citaten
Citaten van Macer’s geschiedschrijving zijn gebruikt door de historici Titus Livius en Dionysius van Halicarnassus.